# Bahamas Paradise Cruise Line
Bahamas Paradise Cruise Line est une compagnie maritime américaine, spécialisée dans les croisières, dont le siège est installé à Deerfield Beach. Elle est fondée en 2014 par les dirigeants de la Celebration Cruise Line, qui a cessé ses activités à la suite de l'avarie de son unique navire, le Bahamas Celebration, en octobre 2014.

## Histoire
Bahamas Paradise Cruise Line est fondée en 2014 par les dirigeants de la Celebration Cruise Line Cruises, qui est forcée de cesser ses activités après l’avarie de son unique navire, le Bahamas Celebration, sévèrement endommagé par une collision avec un objet submergé à la sortie du port de Freeport le 31 octobre 2014.
La compagnie rachète le Costa Celebration, récemment intégrée à la flotte de Costa Croisières, afin de remplacer le Bahamas Celebration sur ses croisières entre Palm Beach et Freeport. Sa première croisière, initialement prévue pour le 1er février 2015, est finalement annulée en raison de difficultés techniques et reportée de quelques jours, ayant finalement lieu le 3 février.
En décembre 2017, la flotte est agrandie par l’acquisition d’un second navire de Costa Croisières, le Costa NeoClassica, qui est renommé Grand Classica. Celui-ci entre en service le 13 avril 2018.

## Flotte

### Liste des navires
| Nom               | Image                                                                                         | IMO            | Tonnage   | Longueur | Maître-bau | Capacité    | Année de mise en service | Chantier naval       |
| ----------------- | --------------------------------------------------------------------------------------------- | -------------- | --------- | -------- | ---------- | ----------- | ------------------------ | -------------------- |
| Grand Celebration | Photographie en couleurs du navire de croisière Grand Celebration à Freeport en juillet 2016. | 8314134        | 47 262 jb | 223,4 m  | 28,2 m     | 747 cabines | Mars 1987                | Kockums Varv (Malmö) |
| Grand Classica    | Photographie en couleurs du navire de croisière Grand Classica à Nassau en novembre 2019.     | 51241628716502 | 52 926 jb | 220,6 m  | 28 m       | 658 cabines | Décembre 1991            | Fincantieri (Gênes)  |